# Енол
Еноли (също познати като алкеноли) са алкени с хидроксилна група прикрепена към единия от двата въглеродни атома изграждащи двойната връзка. Енолите и карбонилните съединения (напр. алдехиди и кетони) са изомери; явлението се нарича кето-енолна тавтомерия:
Енолната форма (вдясно) обикновено е нестабилна и се превръща в кето формата (показана вляво). Това е тъй като кислородът е по-електроотрицателен от въглеродният атом и следователно образува по-здрави сложни връзки. Съответно, въглерод-кислородната (карбонилна) двойна връзка е два пъти по-здрава от дадена въглерод-кислородна проста връзка, докато въглерод-въглеродна двойна връзка е по-слаба от две въглерод-въглеродни прости връзки.
Само при съединенията 1,3-дикарбонил и 1,3,5-трикарбонил (моно)енолната форма преобладава поради факта, че резонансът и вътрешномолекулното водородно свързване са невъзможни в кето форма. Следователно, при равновесие, над 99% от пропандиаловите (OHCCH2CHO) молекули съществуват в моноенолна форма. Процентът е по-нисък за 1,3-алдехид кетони и дикетони. Енолите (и енолатите) са важни интермедиати в много органични реакции.
Наименованията енол и алкенол са съчетания от термините алкен (или само -ен, надставката използвана при алкените) и алкохол (обуславян от енолната хидроксилна група).

## Енолатен йон
Когато от енолната хидроксилна група (−OH) се отцепи водороден йон (H+) се образува отрицателен енолатен йон: